# Allogromiida
Allogromiida é uma pequena ordem de foraminíferos (classe Foraminiferea, ou Foraminifera), tradicionalmente considerado subordem Allogromiina da ordem Foraminifera. Sua faixa cronoestratigráfico abarca desde o Cámbrico até a atualidade. São os foraminíferos mais antigos que se conhecem no registo fóssil.

## Descrição
São um grupo de foraminíferos bentónicos caracterizados por produzir conchas orgânicas. Os allogromiidos produzem testas relativamemte simples, usualmente com uma única câmara, similar à de outros protistas tais como Gromia.

## Ecologia
Os allogromiidos encontram-se em ambientes marinhos e de água doce. O oitenta e cinco por cento das espécies encontradas na fossa das Marianas (Abismo Challenger), a cota oceânica mais profunda que se tenha explorado, foram allogromiidos.

## Discussão
Allogromiida tem sido tradicionalmente separado da ordem Textulariida, já que as espécies destes últimos apresentam concha aglutinada. No entanto, os estudos genéticos sugerem que alguns foraminíferos com testas aglutinadas (Astrorhizacea), classificados previamente em Textulariida ou em sua própria ordem (Astrorhizida), devem se agrupar junto com Allogromiida de parede orgânica.

## Classificação
Allogromiida inclui às seguintes famílias:
- Família Lagynidae
- Família Maylisoriidae
- Família Allogromiidae
- Família Hospitellidae
- Família Phthanotrochidae

Géneros de Allogromiida não atribuídos a nenhuma família são:
- Bathyallogromia
- Bowseria
- Capsammina
- Ceratestina
- Conicotheca

De Folin (1881) estabeleceu vários géneros, atualmente considerados nomen nudum e invalidados, alguns dos quais, ainda que têm um status incerto, poderiam pertencer a Allogromiida. Dividiu-os em 2 grandes grupos: Nus e Demi-Nus, dentro dos quais considerou os seguintes géneros:
- Nus: Bathybiopsis, Plakousa, Vitta, Phykopsis, Pseudarkys, Diodiathesis, Exochiton, Katachiton, Autonomos, Astrorhizopsis, Hyperaminopsis, Kampiopsis
- Demi-Nus: Monereisma, Diereisma, Polyereisma, Syllogia, Periphragma, Sijnesla, Planis, Emplokia, Plakousopsis, Prothonia, Othonia, Procopia